# Ernest Van Buynder
Ernest Van Buynder (Temse, 10 februari 1945) is een Belgisch bestuurder.

## Levensloop
Van 1984 tot 1992 was hij voorzitter van het Willemsfonds. Vanuit deze hoedanigheid was hij tevens een tijdlang voorzitter van het Overlegcentrum van Vlaamse Verenigingen (OVV). Ook was hij voorzitter van het Museum van Hedendaagse Kunst Antwerpen (MuHKA) en van de Vlaamse Commissie voor Beeldende Kunsten.
Tot 1999 was Van Buynder ondervoorzitter van de Universitaire Instelling Antwerpen. Daarna werd hij secretaris van de Universiteit Antwerpen. Dat bleef hij tot zijn pensionering in 2010. Sinds 2014 werkte hij als extern raadgever op het kabinet van Vlaams minister van Cultuur Sven Gatz.
Verder is of was hij:
- voorzitter van de Vrienden van het Museum van Hedendaagse Kunst Antwerpen vzw,
- voorzitter van de commissie Cultuur van de Universiteit Antwerpen,
- lid van de stuurgroepvergadering van het Centrum Mexicaanse Studies van de Universiteit Antwerpen,
- lid van de bestuursvergadering van het Fonds voor Cultuurmanagement van de Universiteit Antwerpen,
- bestuurder van De Nieuwe Gazet vzw,
- bestuurder van Het Laatste Nieuws vzw,
- bestuurder van de Vrienden van de Zwarte Panter vzw,
- bestuurder van het Plantin Instituut voor Typografie,
- bestuurder van het Toneelhuis.